# Vita quotidiana nell'antico Egitto

## Casa
Le informazioni relative alle abitazioni nell'antico Egitto sono rare e frammentarie. La maggior parte deriva dagli scavi archeologici nei villaggi operai (Deir el-Medina, Giza, Tell-el-Amarna, El-Lahun) oltre che dalle pitture murarie nelle tombe che permettono anche la ricostruzione delle decorazioni esterne.
Le fondazioni erano in pietra squadrata, alte circa un metro, mentre le pareti venivano innalzate con mattoni in argilla crudi, tenuti assieme da malta di paglia e fango tritato, intonacati poi con calce, a volte mescolate con ocra rosse o dipinte. Anche le pareti interne, soprattutto delle case più grandi, erano dipinte in ogni superficie.

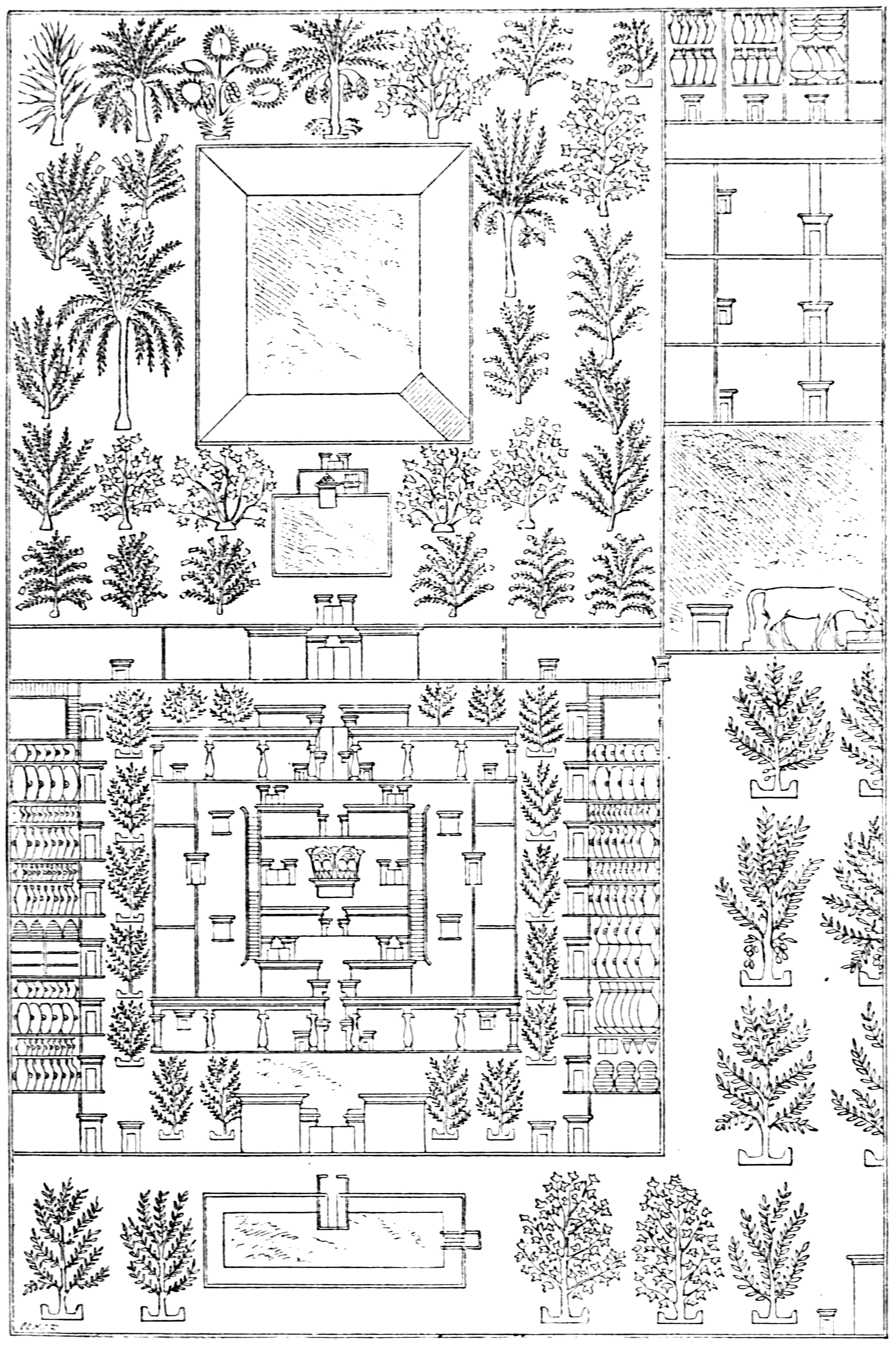
Pianta di una casa raffigurata in una tomba a Tell-el-Amarna.

I pavimenti potevano essere di pietra o di terra battuta a seconda della ricchezza del proprietario, mentre i tetti erano generalmente piatti e accessibili, poiché gli egiziani sfruttavano quegli spazi per lavorare, per conservare i silos per il grano e, in alcuni casi, dormire.
La grandezza e la disposizione delle case cambiavano a seconda della ricchezza e della posizione del proprietario:
- la casa popolare aveva un solo piano, molto spesso era formata da una sola camera;
- la casa tipo degli operai, senza ambienti esterni, possedeva quattro cinque stanze, spesso in ordine consecutivo: una stanza d'ingresso, la sala principale, che era la più grande, una o due stanze piccole adibite ai lavori domestici, una cucina, in alcuni casi una dispensa sotterranea;
- la casa tipo del ceto medio (artigiani, scribi e sacerdoti di livello medio) era simile a quella degli operai come struttura, ma in alcuni casi possedevano un secondo piano dedicato alla famiglia, oltre che a bagno e latrine private;
- la casa tipo del funzionario era caratterizzata da tre piani: un pianterreno destinato alle attività lavorative, spesso affittate ad artigiani per la preparazione del grano e la filatura a telaio, il primo piano alle camere per la notte e alle stanze per l'harem, il terzo con il tetto molto basso era dedicato a varie attività dei diversi proprietari, come l'ufficio personale, la toilette o l'armeria;
- la casa tipo dei ceti più abbienti imitava, per quanto possibile, la struttura dei palazzi reali[2]; erano circondate da muri, ampi cortili, giardini squadrati e porticati, e molte delle attività casalinghe (scuderie, canili, silos, camere della servitù) venivano svolte all'esterno dell'abitazione principale, che era riservata alle attività di rappresentanza e alle stanze della famiglia proprietaria.

### Mobilio

Letto di Merit e sedili, dalla tomba di Kha e Merit (TT8), tra il 1425 e il 1353 a.C., Nuovo Regno. Museo Egizio, Torino.

La differenza di ceto si manifestava non solo nella quantità, ma nel materiale in cui erano costruiti e nella ricchezza delle decorazioni. I ceti poveri possedevano oggetti non decorati e costruiti con legni locali, mentre i ceti medi e ricchi con legni di importazione, soprattutto Cedro del Libano. In epoca Alta e Tarda, sedie e tavole erano anche incrostate con materiali preziosi.
Per le sale di rappresentanza e da pranzo si riduceva a sedie, sedili e sgabelli. Gli Egizi infatti non amavano le grandi tavolate né arredamenti sontuosi; si mangiava seduti su stuoie, apparecchiando su tavolini bassi per una persona, massimo due o tre. 
Le stanze da letto contenevano in genere solo il letto, un cofano per abiti e uno sgabello. Solo nelle case dei più abbienti, vi erano scaffali a più ripiani per contenere vestiti e vasellame, costruiti sia in terracotta sia in pietra. Nelle case più povere tutto veniva risposto in nicchie create nei muri.
La cucina disponeva di un braciere, di un forno in muratura e di ceste e orci per contenere le vivande.

## Matrimonio

Statua dell'artigiano Pendua e di sua moglie Nefertari. Da Deir el-Medina, tra il 1292 e il 1190 a.C., Nuovo Regno. Museo Egizio, Torino.

Una giovane coppia rappresentata in un dipinto parietale della Cappella di Maia, tra il 1353 e il 1292 a.C., Nuovo Regno. Museo Egizio, Torino.

Il matrimonio nell'antico Egitto era poligamico ed era lecito avere anche una o più concubine, talvolta con il pieno accordo delle consorti nel caso in cui non vi fossero eredi. Generalmente solo il sovrano, per garantire la propria discendenza, prendeva più mogli ma non mancano casi in cui avveniva anche tra la comune popolazione, come recita il Papiro Mayer (13/E, 6).
Era frequente il matrimonio fra consanguinei, zio e nipote, fra cugini e anche tra fratellastri di madre diversa, mentre non si hanno prove di matrimoni tra veri fratelli (eccetto, naturalmente, nel caso dei faraoni, per ragioni connesse nel dogma reale).
Il matrimonio non aveva bisogno di una conferma da parte delle autorità civili né tanto meno di quelle religiose, perché era sufficiente il consenso dei due sposi di vivere nella stessa casa; fino all'età saitica il consenso era fra il padre della sposa e il futuro marito, in seguito fra i due sposi.
Nel matrimonio la donna conservava il pieno possesso e la disponibilità dei suoi beni; il marito era tenuto a mantenere la moglie. Dei propri beni, la moglie poteva farne l'uso che preferiva; poteva lasciarli ai figli, oppure diseredare uno di essi. Il testamento di una donna, Naunekhet, della XX dinastia, è chiarissimo al riguardo: il documento, legalizzato e redatto davanti a una corte giudiziaria, disponeva che, degli otto che aveva avuti, una figlia in parte e due figlie e un figlio completamente fossero esclusi dalla eredità materna, avendo trascurato la madre nei giorni della sua vecchiaia.

Statua dei coniugi Amenmes e Taka. Forse da Tebe. Tra il 1480 e il 1390 a.C., Nuovo Regno. Museo Egizio, Torino.
Due figli presentano offerte rituali ai genitori Kha e Merit (scena dipinta su un cofanetto). Dalla tomba di Kha e Merit (TT8), tra il 1425 e il 1353 a.C., Nuovo Regno. Museo Egizio, Torino.

## Giustizia

Busto di un giudice, tra il 664 e il 525 a.C., Periodo tardo dell'Egitto. Museo Egizio, Torino. Indossa un collare con un pendente raffigurante la dea Maat, portato abitualmente dai giudici dell'Antico Egitto.

Nella religione egizia la giustizia era rappresentata dalla dea Maat, colei che pesava il cuore del defunto dopo la morte per stabilire le sue colpe (che si poteva avvalere dei Giudici di Maat, divinità minori). Per questa ragione, il senso di giustizia degli egizi è strettamente legato alla religione, sia nel lessico sia nel modo di comportarsi dei funzionari preposti, che nel periodo tardo arrivarono anche a indossare i simboli di Maat. Non sono molti i testi riguardati l'aspetto della giustizia che sono stati ritrovati; in ogni caso, è impossibile trasporli con i termini moderni, anche per la grande attinenza che avevano con gli aspetti religiosi e legati al divino.
Nonostante anche il potere giuridico fosse nelle mani del Faraone, era delegato soprattutto al visir, che dalla V dinastia assunse il nome di "prete di Maat" nel suo ruolo di supremo giudice. Tuttavia, non esistevano giudici preposti, ma le sentenze potevano essere emesse da qualsiasi funzionario in posizione di rilievo, anche se probabilmente le decisioni venivano prese da un consiglio preposto.
Esisteva inoltre una complessa organizzazione della giustizia periferica, i cui collegamenti non sono ancora chiari. La giustizia normale era probabilmente stabilita da magistrati cittadini o anche da consigli degli anziani, ma esistevano sicuramente alcune sedi periferiche. Vi è notizia di almeno sei corti di giustizia chiamate "Dimore Venerabili" al tempo della V dinastia, mentre nel Nuovo Regno sono documentate due "Grandi Corti di Giustizia", una per il Basso Egitto e una per l'Alto Egitto, sotto le quali esistevano diverse corti minori.
Nel tribunale potevano parlare i testimoni, l'accusa e l'imputato, ma non ci sono prove dell'esistenza di "avvocati". La bastonatura era un metodo di tortura utilizzato non solo nei confronti dell'accusato, ma anche dei parenti dello stesso e dei testimoni. Solo il giudice aveva l'autorità e il potere di decidere chi punire e quale pena comminargli. Non esisteva prima del periodo tardo una vera e propria raccolta di leggi, ma i giudici si basavano sulle ordinanze emesse dal Faraone e sui verdetti emessi in precedenza, i quali venivano conservati apposta per la consultazione. 
Non esistevano forme di pena detentiva. La pena più comune era la bastonatura, normalmente applicata ai reati meno gravi. Le pene gravi potevano essere punite con la deportazioni e i lavori forzati, la cui durata era variabile, oppure con la mutilazione (taglio del naso, delle orecchie o di entrambi). La pena capitale, che poteva essere decisa solamente dal visir, non era applicata di frequente, pur essendo riservata solo ai crimini considerati peggiori: la ribellione e l'adulterio femminile.
Delle fiabe egiziane che narrano di donne adultere dicono esplicitamente come esse vengono punite: in una storia si dice che la moglie di Anubi fu picchiata e gettata in pasto alle bestie, mentre un'altra storia dice che un'altra adultera moglie di un sacerdote lettore fu scorticata viva sotto gli occhi del faraone.
A seguito della conquista dell'Egitto prima da parte dei greci e poi dei romani, la giustizia egiziana non scomparve, ma venne affiancata dalle norme dei conquistatori.

### Processi famosi
- La profanazione delle Tombe Reali (Papiro Amherst)
- La congiura contro Ramses III
- Il furto ai templi[10]

## Alimentazione

Modello con scena di panificazione del primo periodo intermedio (dopo il 2090 a.C.), da Gebelein, conservato al Museo Egizio di Torino.

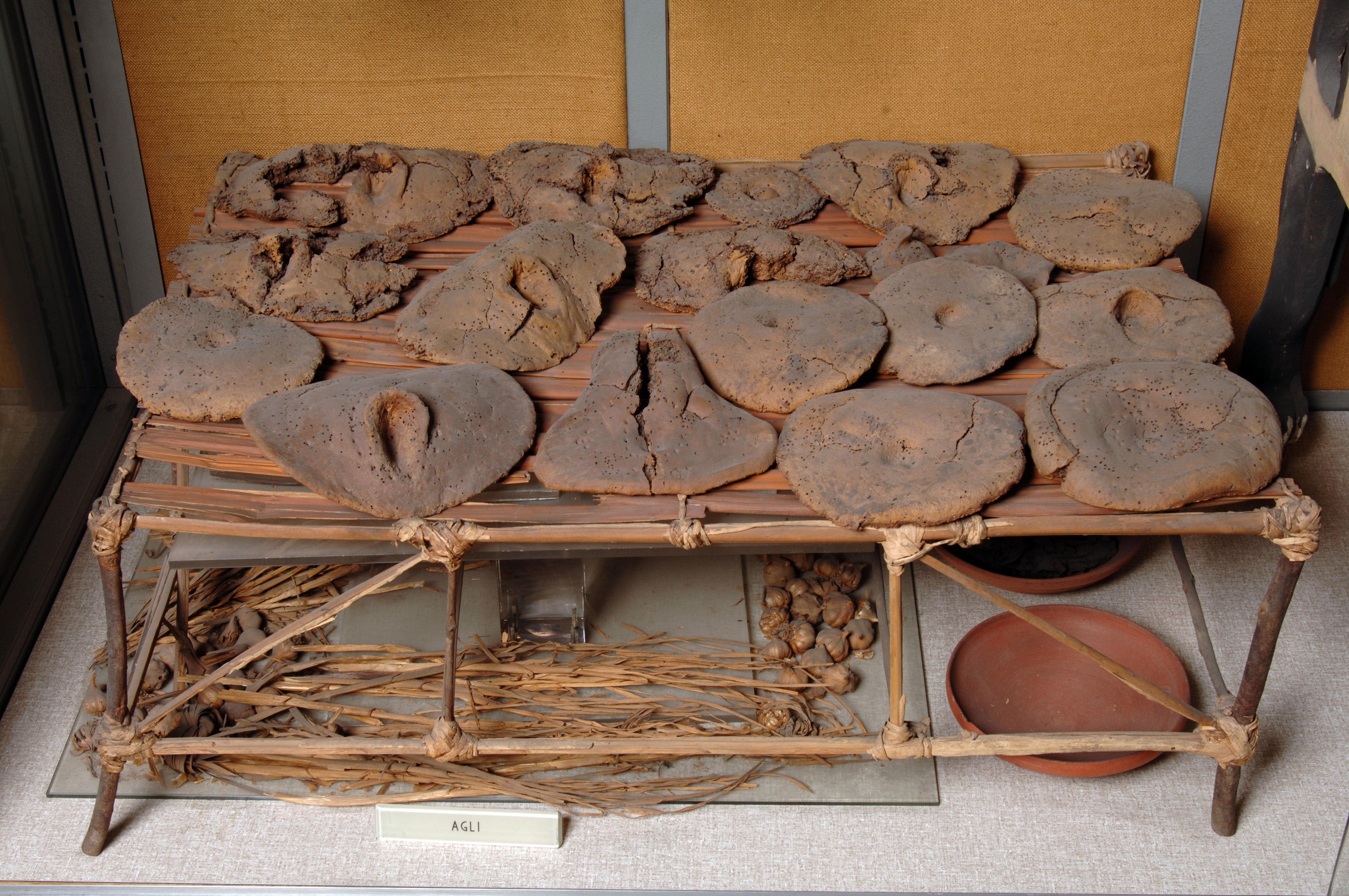
Forme di pane di vari tipi su un tavolino di canne e steli di papiro. Dalla tomba di Kha e Merit (TT8), Luxor. Nuovo Regno, tra il 1425 e il 1353 a.C. Museo Egizio di Torino.

Modello di granaio con operai intenti a svuotare sacchi di cereali, da Assiut. Tra il 1939 e il 1875 a.C., Medio Regno. Museo Egizio di Torino.

Il pane era l'alimento principale della popolazione, al punto che esistevano quindi parole diverse per indicarlo, almeno quaranta varianti come forma e tre tipi differenti di farina. Ogni famiglia si occupava di cucinare il proprio pane dopo essere stata fornita di farina, anche se le fonti fanno intendere che il faraone e i suoi funzionari lo distribuissero in determinate ricorrenze o festività.
Erano anche grandi mangiatori di carne, anche se questa doveva essere distribuita tra più famiglie o destinata ai banchetti dei nobili. Tra le carni scelte il bue principalmente, mentre la vacca era ritenuta troppo preziosa per essere mangiata, quindi anatre, oche, gru. Inoltre, si tenevano delle battute di caccia per la selvaggina: orice, gazzelle, antilopi.
Conosciuto anche l'utilizzo di frutta e verdura. I poveri avevano a disposizione cipolle, legumi (fave, piselli, ceci) e aglio, quest'ultimo molto apprezzato anche nelle classi alte. I frutti più comuni erano fichi e datteri; in epoca Hyksos vennero introdotti anche mele, melograni e olive, anche se l'olio era maggiormente, anche se non solo, utilizzato per l'illuminazione, mentre pere, pesche, mandorle e ciliegie apparvero solo in epoca romana.
Nonostante la presenza di vacche allevate, il latte era considerato una rarità.
La birra era la bevanda quotidiana assieme al pane, fatta con farina d'orzo e addolcita con datteri e miele, che ne aumentava la gradazione alcolica. Altra bevanda utilizzata era il vino, sia di coltivazione locale sia di importazione dalla Siria, che era considerato più pregiato. Altre bevande alcoliche venivano ricavate dalla fermentazione della frutta (datteri, fichi o melograno).

Modello raffigurante un uomo intento a cucinare un'anatra. Medio Regno, tra il 1980 e il 1759 a.C. (Museo Egizio di Torino).

## Abbigliamento

Figura con abbigliamento femminile, alveo del sarcofago di Mentuirdis. Periodo tardo dell'Egitto, tra il 722 e il 525 a.C. Museo Egizio di Torino.

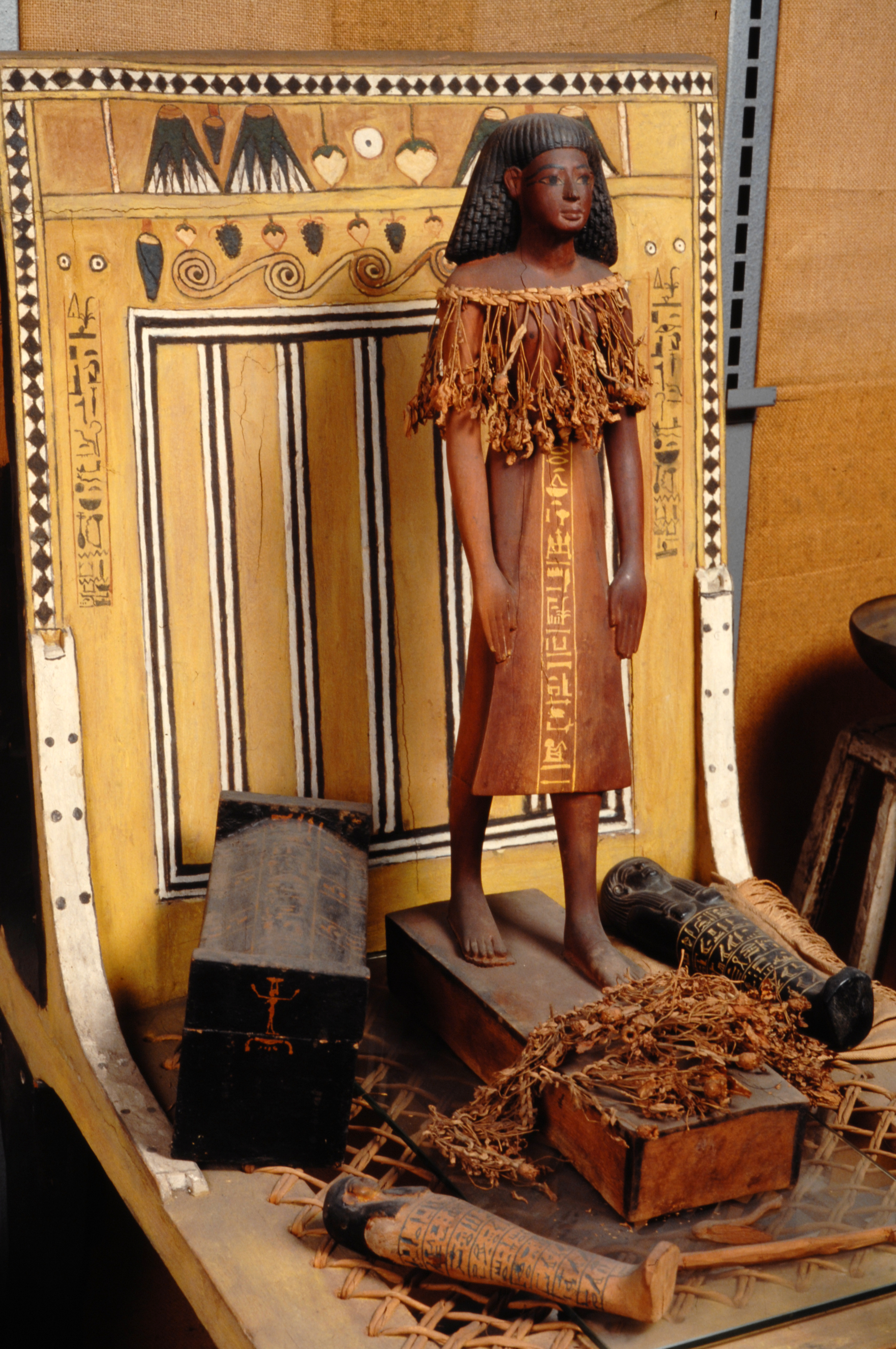
Statuetta dell'architetto capo Kha. Dalla tomba TT8. Nuovo Regno, tra il 1425 e il 1353 a.C. (Museo Egizio di Torino).

I vestiti erano solitamente in lino e molto semplici: un perizoma annodato in vita o un gonnellino corto per gli uomini, una veste corta con bretelle e annodata sotto il seno per le donne. Le classi abbienti si distinguevano per la presenza di gioielli in oro, soprattutto bracciali, orecchini e collari anche con pietre preziose. Le classi medie utilizzavano gioielli, ma in ceramica o bronzo.
Nel corso del tempo, le classi più abbienti aumentarono la quantità di stoffa da indossare per distinguersi dai lavoratori: il gonnellino divenne a sbuffo e si coprirono anche le spalle e le braccia, anche se nel periodo tardo tornò di moda l'austerità dei primi gonnellini, utilizzati sempre dalla classe bassa senza modifiche per tremila anni.
Non esistevano grandi tipologie di calzature, dato che la maggior parte delle persone usava andare scalza. L'unica era il sandalo, con suola di cuoio, papiro o foglie di palma, che costituiva un simbolo di benessere. Particolari sono i sandali del Faraone: sotto le suole erano disegnati i nemici del regno, in modo che venissero calpestati continuamente durante il cammino.

Statuetta di donna con parte del tessuto che l'avvolgeva. Da Asyūṭ Primo periodo intermedio, tra il 2118 e il 1980 a.C. (Museo Egizio di Torino).
Sarcofago interno e falso coperchio di Tabakenkhonsu, cantatrice di Amon, tra il 1076 e il 944 a.C., Terzo periodo intermedio. Museo Egizio, Torino.
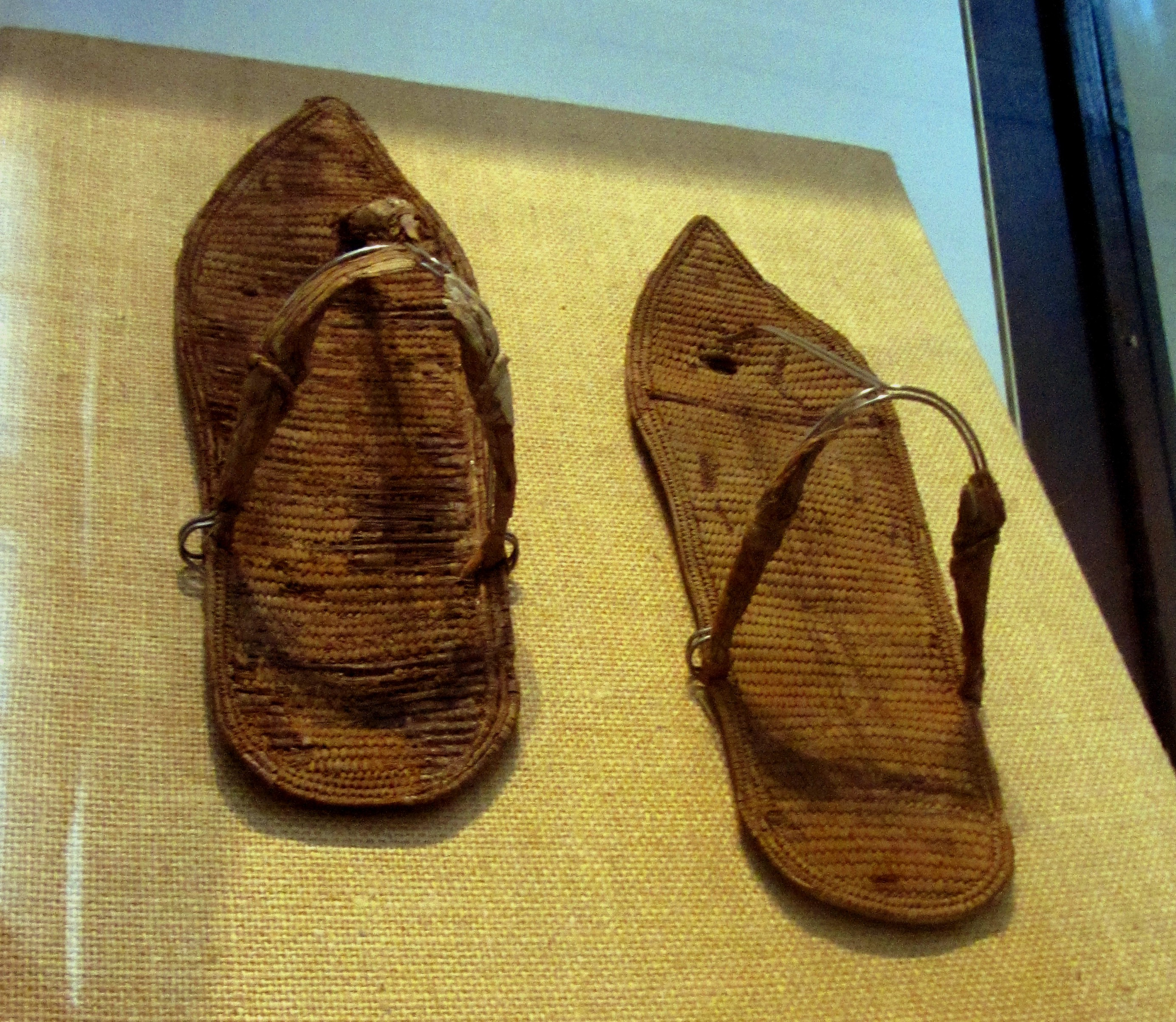
Tipologia di sandalo infradito. Museo Egizio di Torino.